# Paisà
Paisà (Brasil: Paisà / Portugal: Libertação) é um filme italiano de 1946, do gênero drama, dirigido por Roberto Rossellini  e estrelado por Carmela Sazio e Robert Van Loon.